# Joanne (singel)
Joanne, znana również pod nazwą Joanne (Where Do You Think You’re Goin’?) – ballada country nagrana przez amerykańską piosenkarkę Lady Gagę dla jej piątego albumu studyjnego – Joanne (2016). 22 grudnia 2017 we Włoszech rozdano tę piosenkę do rozgłośni radiowych, a 26 stycznia 2018 ogólnoświatowo wydano wersję pianistyczną, wraz z teledyskiem. Piosenkarka wykonywała ten utwór podczas jej tras koncertowych: Dive Bar Tour (2016) i The Joanne World Tour (2017-18) oraz podczas 60. ceremonii rozdania nagród Grammy. Pianistyczna wersja utworu wygrała nagrodę Grammy w kategorii Best Pop Solo Performance podczas 61. ceremonii rozdania tych nagród.

## Tło
Zmarła ciotka piosenkarki, Joanne Germanotta, miała duży wpływ na życie i twórczość Lady Gagi. Gaga umieściła wiersz swojej ciotki w broszurze swojego debiutanckiego albumu oraz wytatuowała sobie datę jej śmierci na lewej ręce. Podczas tworzenia Cheek to Cheek (2014) Gaga napisała piosenkę „Paradise”, która była inspirowana jej ciotką, lecz jednak nie pojawiła się w albumie. Piosenka „Joanne” została napisana, wraz z Markiem Ronsonem, a później nagrana przez Gagę w kalifornijskim studiu Shangri-La. Gaga opisała tę piosenkę jako „prawdziwy utwór z serca i duszy” oraz podkreśliła jak bardzo Joanne wpłynęła na piosenkarkę i jej rodzinę.
Joanne umarła z powodu komplikacji toczenia w wieku 19 lat. Podczas wywiadu Gaga ujawniła, że komplikacje były spowodowane gwałtem na jej ciotce, co spowodowało jej śmierć. To wydarzenie wpłynęło na rodzinę Germanotta i, według piosenkarki, smutek nigdy ich nie opuścił. Napisanie tej piosenki pomogło ojcowi Gagi w poradzeniu sobie z bólem po utracie siostry. Podczas koncertu w ramach trasy Dive Bar Tour, Gaga wyjaśniła, że pomimo tego, że piosenka jest związana z jej rodziną, chciała żeby każdy komu ktoś bliski umarł, mógł się utożsamić z tą piosenką.

## Nagrywanie i kompozycja
„Joanne” jest balladą country. W wywiadzie piosenkarka przyznała, że piosenka została nagrana za jednym razem. „Joanne” jest trzecią piosenką z albumu z kolei i jest pierwszą, która spowalnia tempo albumu. Kompozycja jest minimalistyczna z wokalem Gagi na czele i gitarą akustyczną w tle. Wersja gitarowa ma 3 minuty i 16 sekund, zaś pianistyczna ma 4 minuty i 39 sekundy. W obu wersjach słowa piosenki są takie same, tylko wersja pianistyczna kończy się dodatkowymi słowami: „Call me Joanne. xo, Joanne. xoxo, Joanne.”
Piosenka została napisana i wyprodukowana, przez Gagę i Ronsona, z dodatkową produkcją wykonaną przez BloodPopa. Piosenka została nagrana w kalifornijskim studiu Shangri-La przez Dave’a Russella i Joshua Blaira z asystą Davida Covella i Johnnie Burik. Dodatkowe nagranie odbyło się w innym kalifornijskim studiu – Pink Duck – przez Blaira i Justina Smitha. Tom Elmhirst zmiksował wokale „Joanne” w nowojorskim studiu Electric Lady, z asystą Joego Visciano i Brandona Bosta. Mastering odbył się w innym nowojorskim studiu – Sterling Sound – przez Toma Coyne’a i Randy’ego Merrilla. Do stworzenia „Joanne” użyto wielu instrumentów; gitary basowej, klawiszy i mellotronu (granych przez Ronsona), rytmiczna część została zrobiona przez BloodPopa, akustyczne gitary grane przez Harpera Simona i perkusja grana przez Gagę. Zaś w wersji pianistycznej, Mark Nilan Jr. grał na pianinie i wyprodukował ten utwór, wraz z Nickiem Monsonem i Paulem Blairem. Benjamin Rice zmiksował wokale w tej wersji.

## Teledysk
24 stycznia 2018 Gaga przedstawiła zwiastun dla teledysku dla pianistycznej wersji „Joanne” poprzez Twittera. Piosenkarka w tweecie również poprosiła o donacje dla Alliance for Lupus Research. Teledysk pojawił się dwa dni później i był kontynuacją dla poprzednich teledysków piosenek z albumu Joanne. Teledysk zaczyna się w lesie, w którego kierunku szła piosenkarka na końcu teledysku dla „John Wayne”. W tym teledysku są sceny w czerni i bieli oraz w kolorach, tak jak w teledysku do „Million Reasons”. W teledysku piosenkarka gra na pianinie i gitarze, chodzi po dworze i lesie oraz gra w bilard ze znajomymi. Przed rozpoczęciem się teledysku pokazana jest informacja o tym kim była Joanne, a po teledysku pokazana jest jej data urodzenia i śmierci. W teledysku występuje również siostra piosenkarki, Natali Germanotta.

## Wystąpienia na żywo

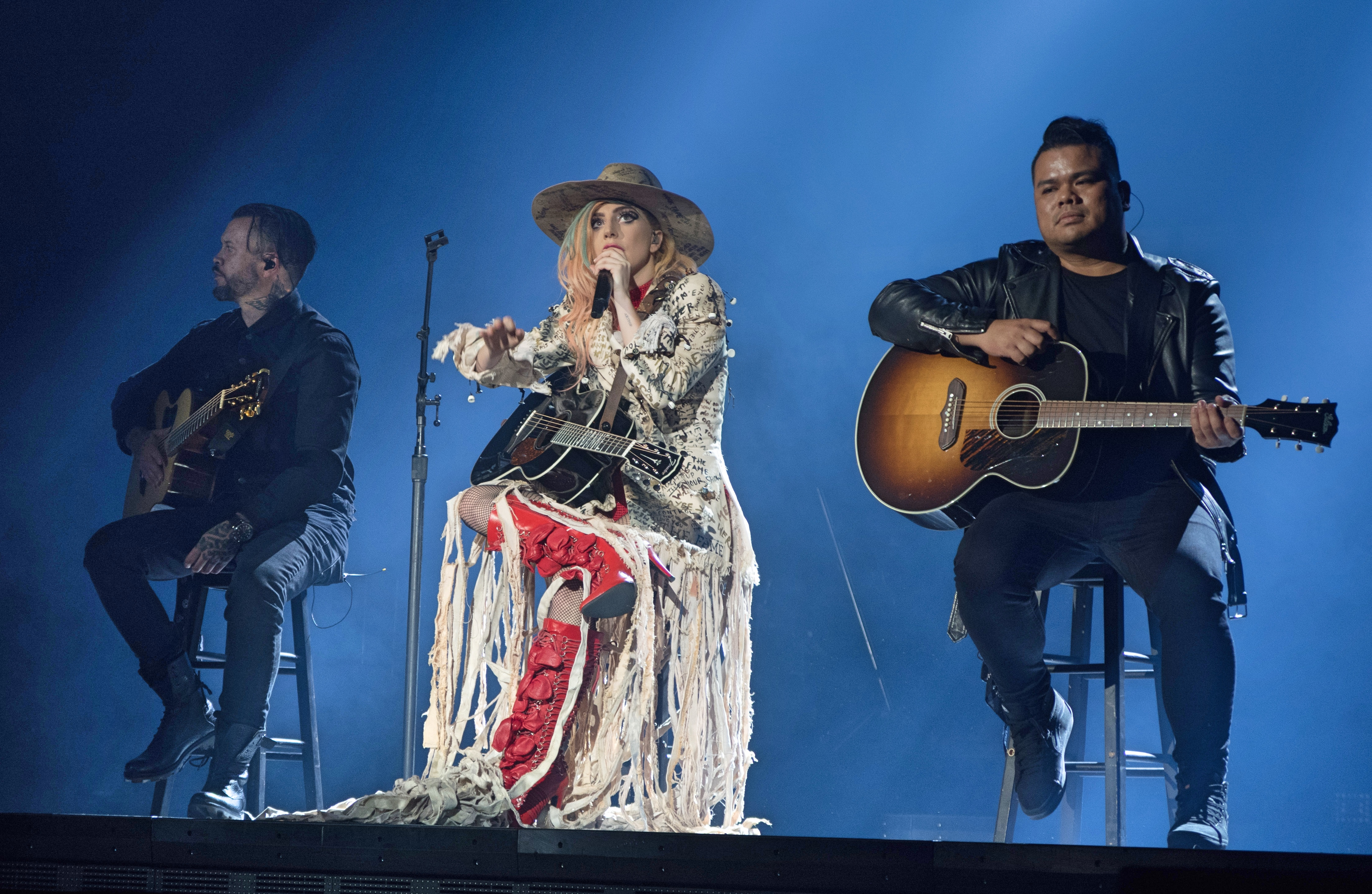
Gaga śpiewająca „Joanne” podczas The Joanne World Tour w 2017.

Gaga zagrała „Joanne” na dwóch ostatnich koncertach Dive Bar Tour, w nowojorskim klubie The Bitter End i w The Satellite w Los Angeles. Następnie utwór został wykonany w japońskim, telewizyjnym show News Zero, 4 listopada 2016 roku. W 2017 i 2018 roku Gaga grała tę piosenkę podczas jej trasy koncertowej – The Joanne World Tour. Gaga zagrała również „Joanne” na 60. ceremonii rozdania nagród Grammy, wraz z „Million Reasons”.

## Lista utworów
- Digital download – wersja gitarowa[11]
  1. „Joanne” – 3:16
- Digital download – wersja pianistyczna[12]
  1. „Joanne (Where Do You Think You’re Goin’?)” [Piano Version] – 4:39

## Notowania
| Terytorium        | Notowanie (2016-18)            | Wersja       | Najwyższa pozycja | Przypis |
| ----------------- | ------------------------------ | ------------ | ----------------- | ------- |
| Francja           | SNEP                           | gitarowa     | 190               | [ 24 ]  |
| Grecja            | Digital Singles Chart          | pianistyczna | 82                | [ 25 ]  |
| Hiszpania         | Physical/Digital Single Top 50 | gitarowa     | 14                | [ 26 ]  |
| Kanada            | Hot Canada Digital Song Sales  | pianistyczna | 48                | [ 27 ]  |
| Stany Zjednoczone | Digital Song Sales             | pianistyczna | 50                | [ 28 ]  |
| Szkocja           | Scottish Singles Chart         | gitarowa     | 58                | [ 29 ]  |
| Węgry             | Single (track) Top 40 lista    | pianistyczna | 10                | [ 30 ]  |
| Wielka Brytania   | UK Singles Chart               | gitarowa     | 154               | [ 31 ]  |

## Historia wydania
| Region     | Data             | Format                 | Wersja       | Wytwórnia  | Przypis |
| ---------- | ---------------- | ---------------------- | ------------ | ---------- | ------- |
| Włochy     | 22 grudnia 2017  | Contemporary hit radio | gitarowa     | Universal  | [ 32 ]  |
| Cały świat | 26 stycznia 2018 | Digital download       | pianistyczna | Interscope | [ 12 ]  |